# Beit Ha'Chidush
Beit Ha'Chidush (que significa Casa de la Renovación en hebreo) (BHC) es una congregación judía fundada en 1995 en Ámsterdam, Países Bajos, por judíos disidentes que en ese momento no se sentía a gusto con las congregaciones judías existentes. Beit Ha'Chidush es conocida por su punto de vista liberal por la aceptación de los homosexuales y "Judíos de padre" (personas con un padre judío, lo que significa que no serían judíos según la Halajá) como miembros de la congregación. La primera rabino de la comunidad es de origen alemán, Elisa Klapheck, la primera mujer rabino en la historia de los Países Bajos. La presente rabino es Clary Rooda.